# IEEE 802.8
El Grupo Asesor de Fibras Ópticas estaba destinado a crear un estándar LAN de fibra óptica en redes de computadores usando el paso de tokens, como por ejemplo, FDDI. Formaba parte de los estándares del grupo 802. Actualmente este grupo está disuelto.